# 380-389
De jaren 380-389 (van de christelijke jaartelling) zijn een decennium in de 4e eeuw.

## Belangrijke gebeurtenissen
Romeinse Rijk
- 382 : Theodosius I maakt een einde aan de Gotische Oorlog (376-382). De Goten worden erkend als foederati. Zij mogen zich nu ten zuiden van de benedenloop van de Donau vestigen, maar moeten als tegenprestatie militaire steun aan het Romeinse Rijk bieden.
- 383 : Usurpator Magnus Maximus laat keizer Gratianus vermoorden. De drie heerser van het Romeinse Rijk zijn : Magnus Maximus, het westen; Valentinianus II, het midden en Theodosius I, het oosten.
- 387 : Verdrag van Acilisene. Theodosius I komt met de Perzisch koning Sjapoer III de verdeling van het koninkrijk Armenië overeen.
- 388 : Slag aan de Sava. Theodosius I verslaat Magnus Maximus. Magnus Maximus wordt geëxecuteerd.

Godsdienst
- 380 : Het edict Cunctos populos. Keizer Theodosius I en zijn beide medekeizers bepalen dat het Rooms-Alexandrijnse geloof in de drieënigheid van God wordt tot verplichte staatsreligie verheven en al wat daarvan afweek wordt tot ketterij verklaard met alle gevolgen van dien.
- 381 : Het Concilie van Constantinopel. Het concilie bevestigt de geloofsbelijdenis van Nicea-Constantinopel en veroordeelt de Ariaanse beweging. Hiermee komt een einde aan de godsdienstvrijheid die Constantijn de Grote had gevestigd. Niet alle strafmaatregelen worden onmiddellijk uitgevoerd. Eerst volgt verbanning en kerksluiting.
- Paus Siricius (r. 384-399) wordt gekozen als de 38e paus van Rome. Hij schrijft zijn Decretalia Constituta (pauselijke brieven) en voert hervormingen door.
- 385 : De ascetische bisschop Priscillianus van Ávila wordt in Trier met vijf medestanders terechtgesteld.

Wetenschap
- Ammianus Marcellinus begint in navolging van Tacitus een geschiedenis te schrijven die de periode van 96 tot 378 zal beslaan.

## Heersers

### Europa
- West-Romeinse Rijk: Valentinianus II (375-392)
- Oost-Romeinse Rijk: Theodosius I (379-395)
- Visigoten: Athanarik (ca. 355-ca. 380)

### Azië
- Armenië: Zarmandukht (378-384), koningin-regentes voor haar twee zonen Arsjak III (378-387) en Vologases III (379-386), Khosro IV (387-390)
- China
  - Oostelijke Jin: Jin Xiaowudi (372-396)
  - Noordelijke Wei: Beiwei Daowudi (386-409)
- India (Gupta's): Chandragupta II (380-415)
- Japan (traditionele data): Nintoku (313-399)
- Perzië (Sassaniden): Ardashir II (379-383), Shapur III (383-388), Varahran IV (388-399)

### Religie
- paus: Damasus I (366-384), Siricius (384-399)
- patriarch van Alexandrië: Petrus II (373-380), Timoteüs (380-385), Theophilus (385-412)
- patriarch van Antiochië: Meletius (361-381), Flavianus I (381-404)
- patriarch van Constantinopel: Nectarius (381-397)

<< · 380 · 381 · 382 · 383 · 384 · 385 · 386 · 387 · 388 · 389 · >>
<< · 300-309 · 310-319 · 320-329 · 330-339 · 340-349 · 350-359 · 360-369 · 370-379 · 380-389 · 390-399 · >>